# Spoonman
Spoonman (с англ. — «Человек-ложка») — песня американской рок-группы Soundgarden, выпущенная как первый сингл с четвёртого студийного альбома Superunknown. Релиз сингла состоялся 15 февраля 1994 года. «Spoonman» часто называют одной из песен, которая положила начало продвижения Soundgarden в мейнстрим. Песня достигла 3-й позиции в чарте Billboard Mainstream Rock Tracks и 9-й в чарте Modern Rock Tracks. Песня включена в сборник лучших хитов A-Sides (1997) и в сборник Telephantasm (2010).

## Предыстория и запись
Песня «Spoonman» изначально была написана для саундтрека к фильму 1992 года «Одиночки» . В это время Soundgarden вместе с другой гранж-группой Pearl Jam работали над саундтреком к фильму. Название было навеяно Артисом Спунманом, уличным артистом из Санта-Крус (штат Калифорния), а затем из Сиэтла (штат Вашингтон), который играет музыку ложками. Вокалист и автор песен Soundgarden Крис Корнелл в конце концов использовал имена в списке для создания песен для фильма. Песня «Spoonman» была среди них, и также была создана акустическая версия. Эту версию песни можно услышать во время сцены в фильме, в которой плакат с рекламой шоу «Гражданин Дик» прикреплен к фонарному столбу.

## Композиция и текст
Песня была записана в гитарном строе Drop D.
Крис Корнелл о песне «Spoonman».
Это скорее парадокс того, кто он [Артис] такой и как его воспринимают люди. Он уличный музыкант, но когда он играет на улице, ему придают значение и судят совершенно неправильно по его внешности. Они думают, что он уличный человек, или он делает это потому, что у него нет какой-нибудь постоянной работы. На социальной лестнице люди опускают его ниже на несколько ступеней, судя по их восприятию, что он одевается по-другому. Песня выражает то чувство, когда человеку гораздо легче идентифицировать себя с кем-то вроде Артиса, чем смотреть, как он играет.

## Релиз и прием
Soundgarden исполняла «Spoonman» на одном из концертов тура 1993 года с Нилом Янгом. Песня «Spoonman» была выпущена 15 февраля 1994 года как первый сингл с альбома Superunknown, который был выпущен спустя месяц после него. После выпуска сингла, песня стала широко популярной, достигнув высоких позиций в рок-чартах. Выбрав «Spoonman» в качестве первого сингла, Дрю Мастерс из Shepherd назвал его «хорошим выбором», добавив, что «он просто сразу бросается вам в глаза». Также журнал Мастерс сказал: «Когда хотите послушать какую-нибудь песню, которая будет „выпрыгивать“ из динамиков, „Spoonman“ сделает своё дело». На 37-й церемонии «Грэмии» песня «Spoonman» победила в номинации «Лучшее метал-исполнение» в 1995 году.

## Видеоклип
Режиссёром видеоклипа к «Spoonman» был Джеффри Плэнскер (под псевдонимом Джон Смити).
В видеоклипе также присутствует Артис, что делает его центром внимания вместо группы. Участники группы показаны только на черно-белых фотографиях. Видеоклип был впервые выпущен в феврале 1994 года.

## Список композиций
Все песни написаны Крисом Корнеллом, кроме отмеченных.
CD (Европа) и 12", винил (Европа)
1. «Spoonman» — 4:06
2. «Fresh Tendrils» (Мэтт Кэмерон, Корнелл) — 4:16
3. «Cold Bitch» — 5:01
4. «Exit Stonehenge» (Кэмерон, Корнелл, Бен Шеферд, Ким Тайил) — 1:19

## Позиции в чартах
| Чарт (1994)                         | Высшая позиция |
| ----------------------------------- | -------------- |
| Австралия (ARIA)                    | 23             |
| Канада (RPM Top Singles)            | 12             |
| Европа (Music & Media)              | 47             |
| Финляндия (Suomen virallinen lista) | 8              |
| Ирландия (IRMA)                     | 23             |
| Новая Зеландия (Recorded Music NZ)  | 10             |
| Нидерланды (Single Top 100)         | 37             |
| Швеция (Sverigetopplistan)          | 37             |
| Великобритания (OCC UK Singles)     | 20             |
| США (Billboard Mainstream Rock)     | 3              |
| США (Billboard Alternative Airplay) | 9              |

| Чарт (2017)                                  | Высшая позиция |
| -------------------------------------------- | -------------- |
| США (Billboard Hot Rock & Alternative Songs) | 18             |
| США Rock Digital Song Sales (Billboard)      | 11             |